# Нежелательное явление
Нежелательное явление в рамках клинических исследований (согласно ICH GCP) — любое неблагоприятное с медицинской точки зрения событие, возникшее у субъекта, после введения препарата (или проведения вмешательства). Нежелательное явление может и не иметь причинно-следственной взаимосвязи с лекарственным препаратом. В рамках клинических исследований, медицинские события, возникшие после подписания информированного согласия, но до введения исследуемого препарата, относятся к медицинскому анамнезу и регистрируются в соответствующем разделе. Очевидно, что медицинские события, имевшие место в анамнезе пациента, сколь бы серьёзными они не были, никак не характеризуют безопасность исследуемого препарата и поэтому не должны называться «нежелательными явлениями». Однако во многих протоколах, для статистических нужд регистрируют все неблагоприятные медицинские события, удовлетворяющие критериям серьёзности, возникающие после подписания информированного согласия, но до введения исследуемого препарата, при этом так же ошибочно используется термин «серьёзное нежелательное явление».
Стандартный термин «нежелательное явление» для Российской Федерации утвержден ГОСТР «Надлежащая клиническая практика».
Регистрация нежелательных явлений является важнейшей составляющей изучения безопасности в рамках клинических исследований. В частности, в контролируемых исследованиях для изучения безопасности экспериментального препарата сравнивают частоту возникновения конкретных нежелательных явлений между группами экспериментального препарата и группами контроля (активного контроля либо плацебо). Достоверно более высокая частота НЯ в группе экспериментального препарата позволяет судить о причинно-следственной взаимосвязи конкретного НЯ c исследуемым воздействием. Тем не менее, размер выборки далеко не всегда оказывается достаточным для того, чтобы различия в частоте нежелательных явлений между группами достигли статистической достоверности (p < 0,05).
Нежелательные явления классифицируют по оценке степени причинно-следственной связи с изучаемым воздействием (в частности, не связанные, возможно связанные, вероятно связанные и т. п.), серьёзности (существуют строгие критерии понятия серьёзное нежелательное явление), классам систем органов MedDRA, времени возникновения (часто для уточнения сравнения ограничивают нежелательными явлениями, возникшими во время применения препарата — англ. treatment-emergent adverse event) и т. д.